# Ruslana Korshunova
Ruslana Sergeevna Korshunova (en kazajo Ќоршунова Руслана Сергейқызы) (Almaty, 2 de julio de 1987 – Nueva York, 28 de junio de 2008) fue una modelo kazaja y había sido portada de revistas como Elle o Vogue y había trabajado para firmas como DNKY, Vera Wang, Ralph Lauren, Nina Ricci, Kenzo Marc Jacobs y Christian Dior.

## Biografía

### Carrera
Ruslana Korshunova nació en Alma-Ata, República Socialista Soviética de Kazajistán, de ascendencia rusa. Hablaba fluidamente ruso, inglés y alemán. Fue descubierta en 2003, cuando la revista All Asia realizó una nota sobre un pub de Almaty en donde Korshunova trabajaba. Al fotógrafo de la revista le llamó la atención el rostro de Ruslana y llamó a la agente Debbie Jones de Models 1, quien terminó fichándola. Korshunova estaba representada por las agencias IMG Models (Nueva York, París, Londres, y Milán), Beatrice Model (Milán), Traffic Models (Barcelona), Marilyn Models e iCasting Moscow, su agencia matriz. Posó para las portadas de las revistas Elle (Francia), Vogue y Vogue Rusia.
Además, Korshunova desfiló para marcas como Blumarine, Max Studio, Moschino, Old England, Pantene y Vera Wang y trabajó en pasarelas para diseñadores como Isabel Marant, Kenzo, Miki Fukai, Paul Smith, Cacharel, Marc Jacobs, Zucca, Jessica Ogden, Maurizio Pecoraro, DKNY, MaxMara, entre otros. Además fue imagen del perfume Nina de Nina Ricci.

### Fallecimiento
Korshunova murió el 28 de junio de 2008 tras precipitarse al vacío desde un edificio en Wall Street, Manhattan (130 Water Street en el distrito financiero de Manhattan). Según reportes de prensa, algunos testigos dijeron que ella, saltó al vacío voluntariamente, mientras que fuentes policiales afirmaron que no se registraron rastros de violencia en su departamento y que todo hacía pensar que la modelo se había suicidado.
Una de sus amigas, entrevistada por The New York Post, dijo que Ruslana Korshunova había regresado recientemente de París y que le había dicho que se encontraba «en la cima del mundo», por lo que no creía que hubiera razones aparentes para que ella quisiera suicidarse. Sin embargo, la modelo habría terminado una relación amorosa escasas fechas antes del fatal suceso, según ella misma escribió en una red social en internet. Uno de sus mensajes por este medio, datado tres meses antes de su muerte, decía: «Estoy tan perdida. ¿Me encontraré a mí misma alguna vez?».

### Teoría de la conspiración sobre su muerte
Tras detectarse una serie de extrañas variables alrededor de la muerte de Korshunova, ciertos diarios como The Telegraph y LA Times[cita requerida], publicaron una teoría que involucraba en su muerte a la mafia rusa y que incluso sugería la participación de una red de prostitución de supermodelos en la que se encontraría su novio y algunos de los empresarios más acaudalados de Rusia. Esta red actuaría principalmente en las ciudades de Moscú, Nueva York y París.[cita requerida]